# Leinster House
Leinster House (iriska: Teach Laighean) är parlamentsbyggnaden i Dublin som sedan 1937 hyser Republiken Irlands parlament, Oireachtas.
Byggnaden är en av de mest storslagna i Dublin. Tidigare var byggnaden residens åt James FitzGerald, 1:e hertig av Leinster. Från 1922 tjänade byggnaden som parlamentsbyggnad åt Irländska fristaten, föregångaren till dagens moderna Irland.
Det påstås att när den irländske arkitekten James Hoban ritade Vita Huset i Washington DC hade han Leinster House som inspiration.

## Bildgalleri

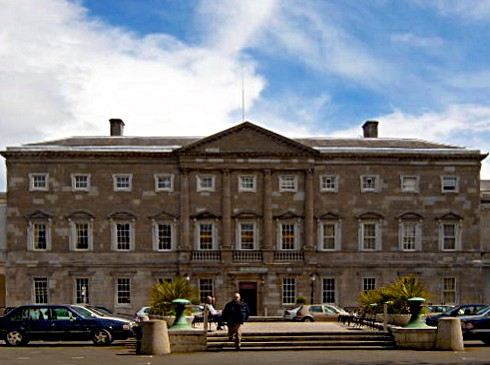
Leinster House, den irländska parlamentsbyggnaden.
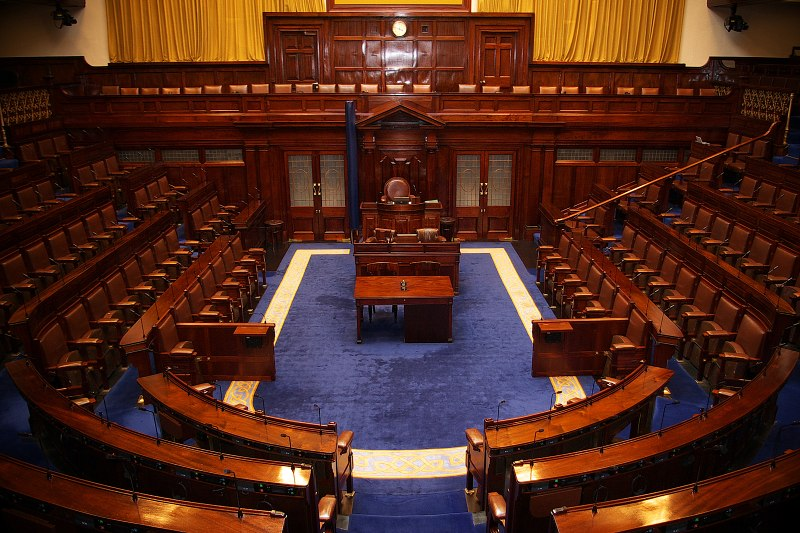
Parlamentssalen Dáil Chamber.